# Baszta Niedźwiadka
Baszta Niedźwiadka – średniowieczna baszta w systemie fortyfikacji miejskich Wrocławia, znajdująca się pomiędzy dzisiejszymi ulicami: Piaskową a Kraińskiego, na tyłach Hali Targowej przy pl. Nankiera.
Pierwotnie (około połowy XIII wieku) był to tylko prostokątny wykusz we wschodniej linii obwarowań wewnętrznych umożliwiający rażenie z boku nieprzyjaciela zbliżającego się do murów. W wieku XIV wykusz uzyskał dodatkową kondygnację, stając się czworoboczną wieżą, w której umieszczono otwory strzelnicze. W wieku XV lub XVI basztę wyposażono w działobitnię.
Późniejsze rozbudowy systemu fortyfikacji miasta opierały się już na nowocześniejszych konstrukcjach budowlanych i obejmowały obszerniejszą połać miasta, poza wewnętrzną linią średniowiecznych murów miejskich. Baszta Niedźwiadka utraciła swoje militarne znaczenie na tyle, że podczas nakazanej w roku 1807 przez napoleońskich dowódców rozbiórki murów miejskich zachowano ją. W ciągu wieku XIX i na początku XX przebudowywano ją i adaptowano do innych celów tak, że dotrwała do II wojny światowej. Podczas oblężenia Festung Breslau baszta zniszczona została w 75%, ale w latach 1957–1958 podjęto jej rekonstrukcję według projektu Mirosława Przyłęckiego. Podczas tej rekonstrukcji wmurowano w południowo-zachodni narożnik baszty kamienną rzeźbę niedźwiadka, odnalezioną w zwałach powojennych gruzów gdzieś w rejonie ul. Łaciarskiej; od tej rzeźby baszta zyskała swą dzisiejszą nazwę.
Obecnie w Baszcie, użytkowanej przez Zrzeszenie Studentów Polskich, prowadzona jest działalność gastronomiczna; znajdowała się tu winiarnia "Baszta", później "La Luz", wreszcie restauracja pod nazwą "Abrams' Tower".

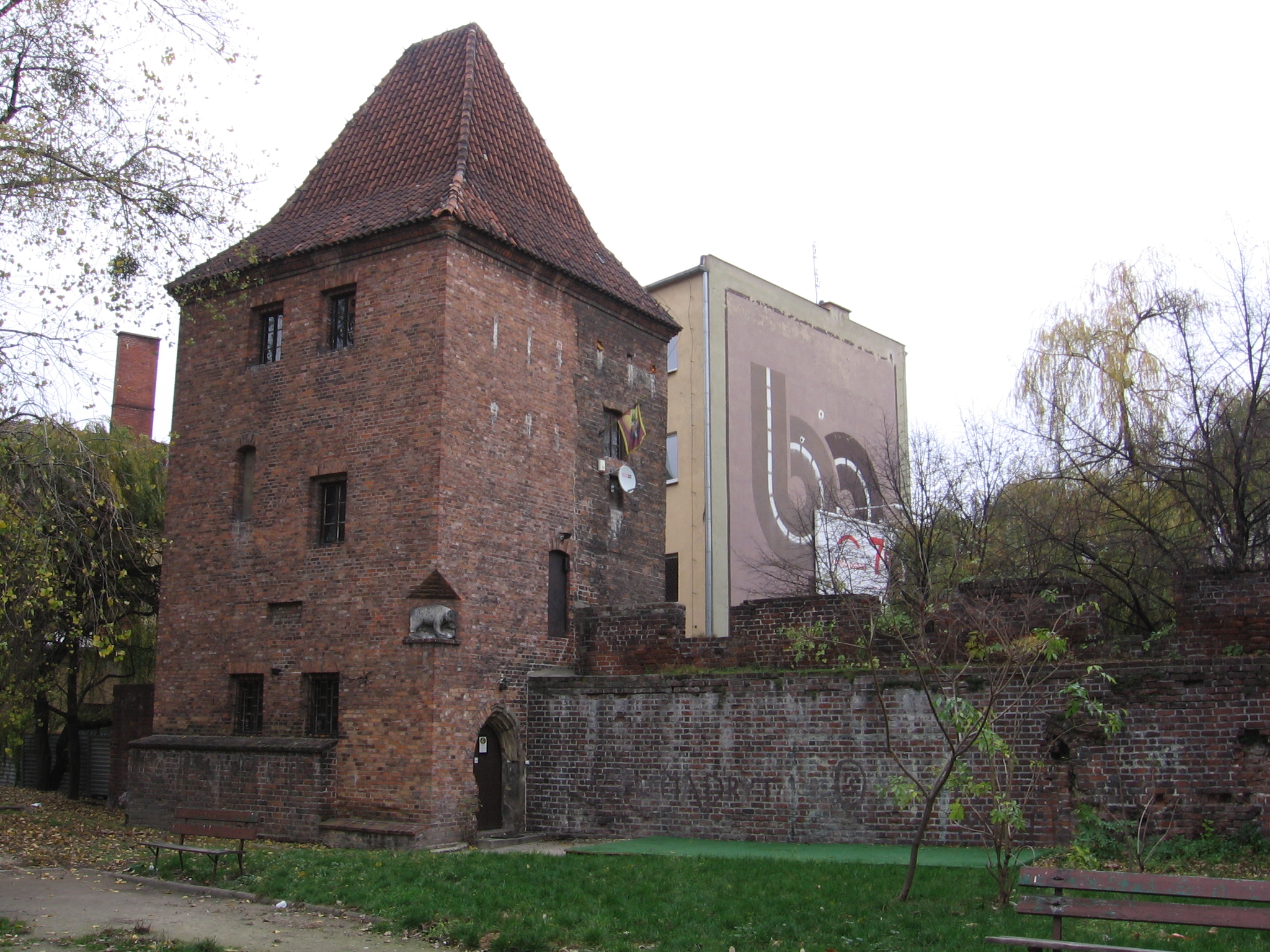
Widok od strony budynków przy ul. Piaskowej
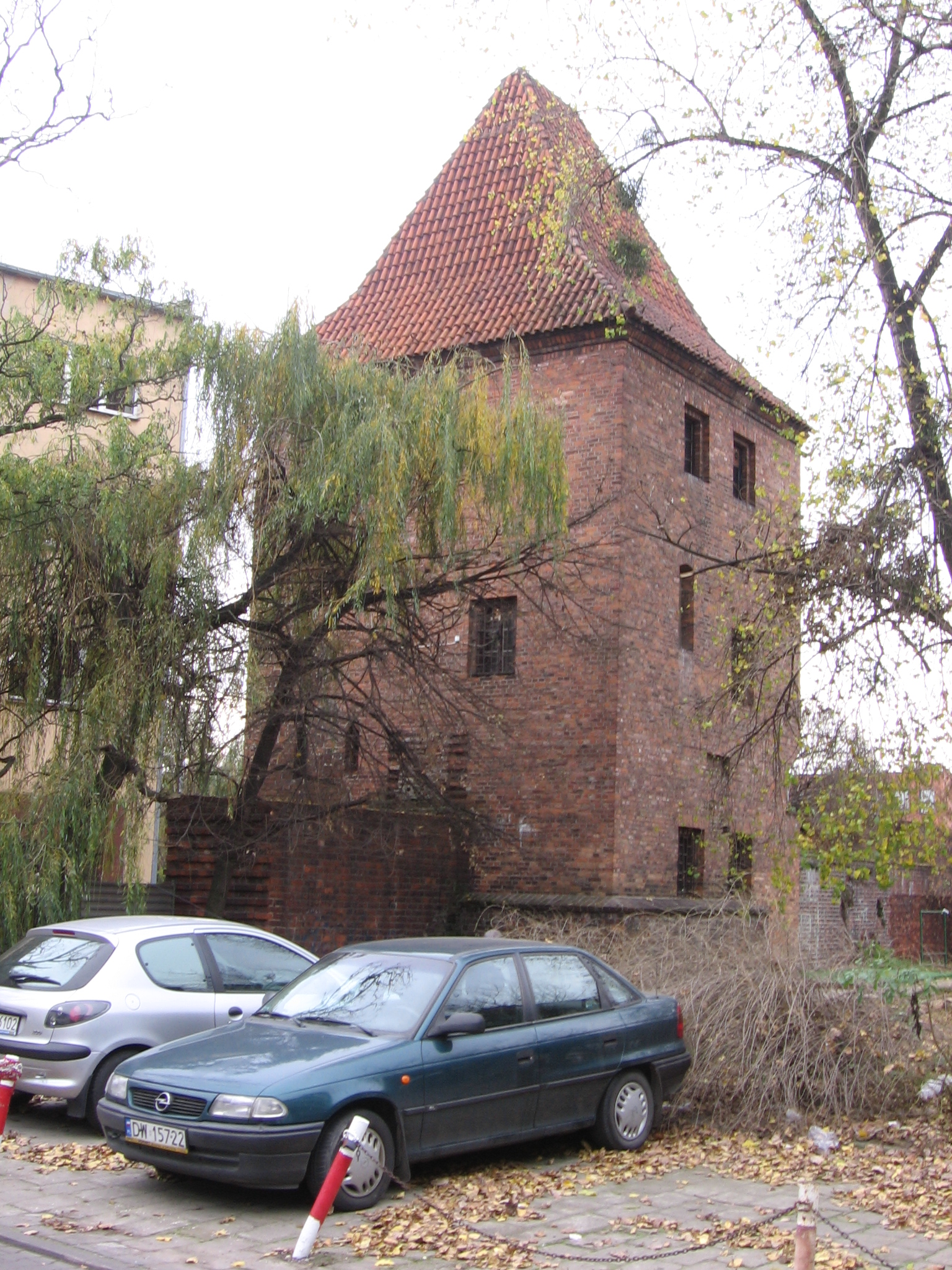
Widok od strony Hali Targowej